# 로디머스
로디머스(Rodimus) 또는 핫 로드(Hot Rod)는 트랜스포머의 등장인물이다. 다중우주 설정으로 다른 세계관에서 다른 핫 로드들이 존재한다.

## 상세
원작 세계관인 트랜스포머: 더 무비에서는 옵티머스 프라임의 뒤을 이은 로디머스 프라임 (Rodimus Prime) 이 된다. 
애니메이티드 세계관에서는 휘하 사령관으로 스페이스 브릿지 방위대이다.

## 성우
- 트랜스포머 더 무비, 트랜스포머 애니메이티드 - 저드 넬슨
- 트랜스포머: 최후의 기사 - 오마르 시